# Rembert Weakland
Pour les articles homonymes, voir Weakland.
Rembert Weakland, né le 2 avril 1927 à Patton (Pennsylvanie) et mort le 22 août 2022 à Greenfield (Wisconsin), est un moine bénédictin américain, abbé de son monastère et abbé-primat de l'ordre bénédictin. Il fut archevêque de Milwaukee de 1977 à 2002.

## Biographie
Né à Patton en Pennsylvanie, Rembert Weakland fit profession dans l'ordre de Saint-Benoît à l'abbaye Saint-Vincent de Latrobe (Pennsylvanie), le 23 septembre 1946, où il poursuit ses études et fut ordonné prêtre, le 24 juin 1951. Il devint père-abbé de Saint-Vincent en 1963. Il fut élu abbé-primat de la confédération bénédictine le 29 septembre 1967 à Rome, charge dont il démissionna pour devenir archevêque de Milwaukee dix ans plus tard. 
Musicien et liturgiste talentueux, il est un spécialiste reconnu de chant grégorien. Le 20 septembre 1977, Paul VI le nomma à la tête de l'archidiocèse de Milwaukee. Il fut consacré évêque le 8 novembre suivant par Jean Jadot dans la cathédrale Saint-Jean-l'Évangéliste de Milwaukee (en) avec comme co-consécrateurs William Edward Cousins (en) et William G. Connare (en). 
Il soutint des thèses théologiques libérales tout au long de son épiscopat. L'un de ses derniers gestes en tant que prélat fut de rénover la cathédrale diocésaine, ce qui fut controversé, car les plans n'étaient pas conformes aux vœux du Saint-Siège.
Il a pris sa retraite en mai 2002, à l'âge de 75 ans. Son départ à la retraite fut précipité à la suite des déclarations télévisées de l'ancien séminariste Paul J. Marcoux qui l'accusa de lui avoir imposé des relations sexuelles ainsi que de lui avoir versé 450 000 dollars en échange de son silence à propos de leurs relations sexuelles. Ce scandale sexuel se double d'un volet financier, la somme versée ayant été prélevée sur les fonds diocésains. Weakland garde le silence sur cette affaire jusqu'en 2009. Il reconnaît alors dans une autobiographie avoir eu une relation homosexuelle avec son accusateur, mais nie énergiquement tout viol. Il reconnaît également la somme payée à Marcoux mais affirme qu'elle était liée au chantage exercé par Marcoux qui le menaçait de révélations publiques,.

## Succession apostolique
Rembert Weakland a ordonné les évêques suivants :
- Évêque Richard J. Sklba (en) (1979)